# Eliminacje do Mistrzostw Europy w Piłce Nożnej 2004/Grupa E
W rozgrywkach grupy E eliminacji Euro 2004 wzięło udział 5 drużyn:
- Niemcy
- Szkocja
- Islandia
- Litwa
- Wyspy Owcze

## Tabela
| Zespół      | Pkt | M | W | R | P | Br+ | Br− | +/− |
| ----------- | --- | - | - | - | - | --- | --- | --- |
| Niemcy      | 18  | 8 | 5 | 3 | 0 | 13  | 4   | +9  |
| Szkocja     | 14  | 8 | 4 | 2 | 2 | 12  | 8   | +4  |
| Islandia    | 13  | 8 | 4 | 1 | 3 | 11  | 9   | +2  |
| Litwa       | 10  | 8 | 3 | 1 | 4 | 7   | 11  | -4  |
| Wyspy Owcze | 1   | 8 | 0 | 1 | 7 | 7   | 18  | -11 |

|             | Niemcy | Szkocja | Islandia | Litwa | Wyspy Owcze |
| ----------- | ------ | ------- | -------- | ----- | ----------- |
| Niemcy      | X      | 2:1     | 3:0      | 1:1   | 2:1         |
| Szkocja     | 1:1    | X       | 2:1      | 1:0   | 3:1         |
| Islandia    | 0:0    | 0:2     | X        | 3:0   | 2:1         |
| Litwa       | 0:2    | 1:0     | 0:3      | X     | 2:0         |
| Wyspy Owcze | 0:2    | 2:2     | 1:2      | 1:3   | X           |

## Wyniki
Wszytskie godziny podane wg czasu środkowoeuropejskiego
| 7 września 2002 16:00 | Wyspy Owcze · Petersen 7', 13' | 2:2(2:0)Raport | Szkocja · 62' Lambert · 83' Ferguson | Tórsvøllur, Thorshavn Widzów: 4000 Sędzia: Jacek Granat |
|                       |                                |                |                                      |                                                         |

| 7 września 2002 19:30 | Litwa | 0:2(0:1)Raport | Niemcy · 27' Ballack · 59' (sam.) Stankevičius | Stadion im. S. Dariusa i S. Girėnasa, Kowno Widzów: 8500 Sędzia: Graham Poll |
|                       |       |                |                                                |                                                                              |

| 12 października 2002 15:00 | Islandia | 0:2(0:1)Raport | Szkocja · 6' Dailly · 63' Naysmith | Laugardalsvöllur, Reykjavík Widzów: 6611 Sędzia: Alain Sars |
|                            |          |                |                                    |                                                             |

| 12 października 2002 16:00 | Litwa · Ražanauskas 23' (k.) · Poškus 37' | 2:0(2:0)Raport | Wyspy Owcze | Stadion im. S. Dariusa i S. Girėnasa, Kowno Widzów: 1200 Sędzia: Dejan Delević |
|                            |                                           |                |             |                                                                                |

| 16 października 2002 19:10 | Islandia · Helguson 50' · Guðjohnsen 61', 74' | 3:0(0:0)Raport | Litwa | Laugardalsvöllur, Reykjavík Widzów: 3513 Sędzia: Grzegorz Gilewski |
|                            |                                               |                |       |                                                                    |

| 16 października 2002 20:30 | Niemcy · Ballack 2' (k.) · Klose 59' | 2:1(1:1)Raport | Wyspy Owcze · 45' (sam.) Friedrich | HDI-Arena, Hanower Widzów: 36 628 Sędzia: Dani Koren |
|                            |                                      |                |                                    |                                                      |

| 29 marca 2003 16:00 | Szkocja · Miller 12' · Wilkie 71' | 2:1(1:0)Raport | Islandia · 49' Guðjohnsen | Hampden Park, Glasgow Widzów: 37 938 Sędzia: René Temmink |
|                     |                                   |                |                           |                                                           |

| 29 marca 2003 19:00 | Niemcy · Ramelow 7' | 1:1(1:0)Raport | Litwa · 72' Ražanauskas | Max-Morlock-Stadion, Norymberga Widzów: 40 754 Sędzia: Víctor José Esquinas Torres |
|                     |                     |                |                         |                                                                                    |

| 2 kwietnia 2003 20:00 | Litwa · Ražanauskas 74' (k.) | 1:0(0:0)Raport | Szkocja | Stadion im. S. Dariusa i S. Girėnasa, Kowno Widzów: 8244 Sędzia: Fritz Stuchlik |
|                       |                              |                |         |                                                                                 |

| 7 czerwca 2003 16:00 | Szkocja · Miller 69' | 1:1(0:1)Raport | Niemcy · 22' Bobic | Hampden Park, Glasgow Widzów: 48 087 Sędzia: Domenico Messina |
|                      |                      |                |                    |                                                               |

| 7 czerwca 2003 17:00 | Islandia · Sigurðsson 51' · Guðmundsson 90+2' | 2:1(0:0)Raport | Wyspy Owcze · 63' Jacobsen | Laugardalsvöllur, Reykjavík Widzów: 6036 Sędzia: Miroslav Liba |
|                      |                                               |                |                            |                                                                |

| 11 czerwca 2003 19:00 | Litwa | 0:3(0:0)Raport | Islandia · 60' Guðjónsson · 71' Guðjohnsen · 90+3' Hreiðarsson | Stadion im. S. Dariusa i S. Girėnasa, Kowno Widzów: 7500 Sędzia: Sorin Corpodean |
|                       |       |                |                                                                |                                                                                  |

| 11 września 2003 20:45 | Wyspy Owcze | 0:2(0:0)Raport | Niemcy · 89' Klose · 90+2' Bobic | Tórsvøllur, Thorshavn Widzów: 6500 Sędzia: Jan Wegereef |
|                        |             |                |                                  |                                                         |

| 20 sierpnia 2003 20:10 | Wyspy Owcze · Jacobsen 65' | 1:2(0:1)Raport | Islandia · 6' Guðjohnsen · 75' Marteinsson | Tórsvøllur, Thorshavn Widzów: 3416 Sędzia: Eduardo Iturralde González |
|                        |                            |                |                                            |                                                                       |

| 6 września 2003 16:00 | Szkocja · McCann 8' · Dickov 45+1' · McFadden 73' | 3:1(2:1)Raport | Wyspy Owcze · 35' Johnsson | Hampden Park, Glasgow Widzów: 40 901 Sędzia: Darko Čeferin |
|                       |                                                   |                |                            |                                                            |

| 6 września 2003 19:30 | Islandia | 0:0(0:0)Raport | Niemcy | Laugardalsvöllur, Reykjavík Widzów: 7065 Sędzia: Graham Barber |
|                       |          |                |        |                                                                |

| 10 września 2003 19:30 | Wyspy Owcze · Olsen 42' | 1:3(1:1)Raport | Litwa · 22', 57' Morinas · 88' Vencevičius | Tórsvøllur, Thorshavn Widzów: 2175 Sędzia: Edo Trivković |
|                        |                         |                |                                            |                                                          |

| 10 września 2023 20:45 | Niemcy · Bobic 25' · Ballack 50' (k.) | 2:1(1:0)Raport | Szkocja · 60' McCann | Signal Iduna Park, Dortmund Widzów: 67 000 Sędzia: Anders Frisk |
|                        |                                       |                |                      |                                                                 |

| 11 października 2023 17:00 | Szkocja · Fletcher 70' | 1:0(0:0)Raport | Litwa | Hampden Park, Glasgow Widzów: 50 343 Sędzia: Claude Colombo |
|                            |                        |                |       |                                                             |

| 11 marca 2003 17:00 | Niemcy · Ballack 9' · Bobic 60' · Kurányi 79' | 3:0(1:0)Raport | Islandia | Volksparkstadion, Hamburg Widzów: 50 780 Sędzia: Walentin Iwanow |
|                     |                                               |                |          |                                                                  |